# Bert Abels
Bert Abels (8 februari 1970) is een Nederlands voetballer die als verdediger bij de Nijmeegse amateurclub SCH speelde en in het seizoen 1989/90 actief was bij N.E.C.
Bij zijn enige wedstrijd in het betaald voetbal kreeg hij elf officiële speelminuten, als verdediger: Tijdens het met 2-1 verloren duel tegen Feyenoord op 15 oktober 1989 viel hij in de 79e minuut in voor Desmond Gemert.
Na zijn profjaar is hij teruggekeerd bij SCH.